# Christina van Lalaing

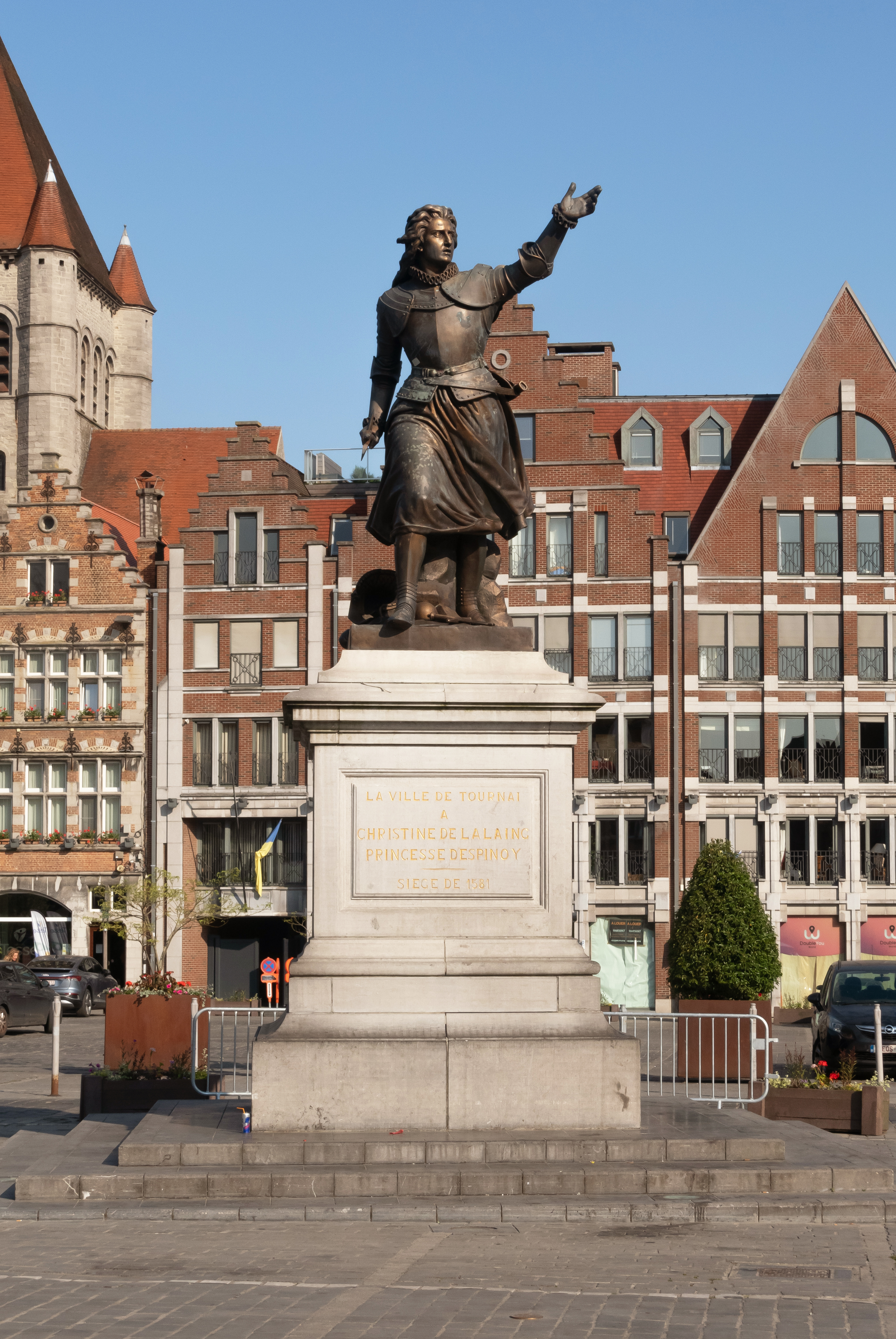
Standbeeld in Doornik La Ville de Tournai à Christina de Lalaing, Princesse d'Espinoy

Maria Christina van Lalaing ook wel Philippe-Christine de Lalaing (Condé-sur-l'Escaut, 1545 - Antwerpen, 9 juni 1582) was een edelvrouw die een uitzonderlijke rol speelde in het Beleg van Doornik (1581).

## Familie
Ze was een dochter van Karel II van Lalaing en Maria van Montmorency, wat haar een nichtje maakte van Filips van Montmorency, de onthoofde graaf van Hoorne. Ze huwde in 1572 met Peter van Melun, de stadhouder van Doornik. Het echtpaar had twee zonen. 

## Beleg van Doornik
Terwijl haar echtgenoot Peter van Melun, een van de laatste Waalse edelen aan Staatse zijde, op veldtocht was in Duinkerke, had hij de stad achtergelaten in handen van zijn luitenant en zijn echtgenote. Op 1 oktober verscheen de nieuwe landvoogd Alexander Farnese voor de poorten van Doornik om beleg te slaan. Lalaing nam de verdediging energiek ter hand. Met brandende lont was ze te zien bij het geschut en dagelijks controleerde ze de verdedigingslijn, ook nadat ze daarbij aan de arm was verwond.
Nadat bleek dat een ontzetting niet mogelijk was en de katholieken binnen de muren zich begonnen te roeren, onderhandelde ze op 29 november de eervolle overgave met Parma. Aan haar schoonbroer Montigny, die het beleg mee had aangevoerd en haar na de overgave opzocht, gaf ze lucht aan haar ongenoegen dat de strijd was gestaakt. De calvinisten kregen vrije aftocht en verlieten de stad bij duizenden. Ook de prinses vertrok met haar bezittingen en ontving bij het verlaten van de stad zulke daverende toejuichingen, dat het wel leek of zij de overwinnaar was. Ze had ook de kerkschatten bij die tijdens een eerdere beeldenstorm waren verwijderd, maar 's anderendaags kwam Farnese erachter en stuurde hij enkele vendels om teruggave af te dwingen.
Via Oudenaarde en Gent ging Lalaing naar Antwerpen, waar ze stierf tijdens een nieuw beleg door het Leger van Vlaanderen.

## Eerbetoon
- J.J.Ph. Liébert verwerkte haar leven in 1824 tot een toneelstuk, La princesse d'Espinoy, ou le siège de Tournay.
- In 1863 kreeg ze als eerste Belgische vrouw een standbeeld in Doornik, gemaakt door Aimable Dutrieux.